# Щедрик (срібна монета)
«Ще́дрик» — срібна ювілейна монета номіналом 20 гривень, випущена Національним банком України. Присвячена 100-річчю першого виконання твору Миколи Дмитровича Леонтовича — «Щедрик», хором Київського університету.
Монету введено в обіг 5 січня 2016 року. Вона належить до серії «Українська спадщина».

## Опис монети та характеристики
| Номінал грн. | Метал            | Маса, г      | Діаметр, мм | Якість виготовлення | Гурт                           | Тираж, штук |
| ------------ | ---------------- | ------------ | ----------- | ------------------- | ------------------------------ | ----------- |
| 20           | срібло 925 проби | 62,2 / 67,25 | 50          | пруф                | гладкий із заглибленим написом | 3 000       |

### Аверс
На аверсі монети розміщено: угорі малий Державний Герб України та півколом напис — «НАЦІОНАЛЬНИЙ БАНК УКРАЇНИ», унизу номінал — «ДВАДЦЯТЬ ГРИВЕНЬ», у намистовому колі зображено різдвяну зірку, в центрі якої — колядники, праворуч від них на дзеркальному тлі — рік карбування монети «2016»; між променями зірки — по три дзвоники.

### Реверс
На реверсі монети розміщено композицію, поділену на дві частини стилізованим музичним рядком зі «Щедрика»: угорі портрет Миколи Леонтовича з диригенською паличкою в правій руці, на лівій руці композитора сидить ластівка, праворуч — напис «МИКОЛА/ЛЕОНТОВИЧ»; ліворуч від портрета на тлі концентричних кіл, що символізують звучання музики, у центрі яких вставка з кубічного оксиду цирконію, напис «ЩЕДРИК»; унизу «колядка дзвонів» — на тлі кольорових голографічних кіл зображено дзвоники. Елементи оздоблення — кубічний оксид цирконію діаметром 2,0 мм та голографічне зображення.

## Автори

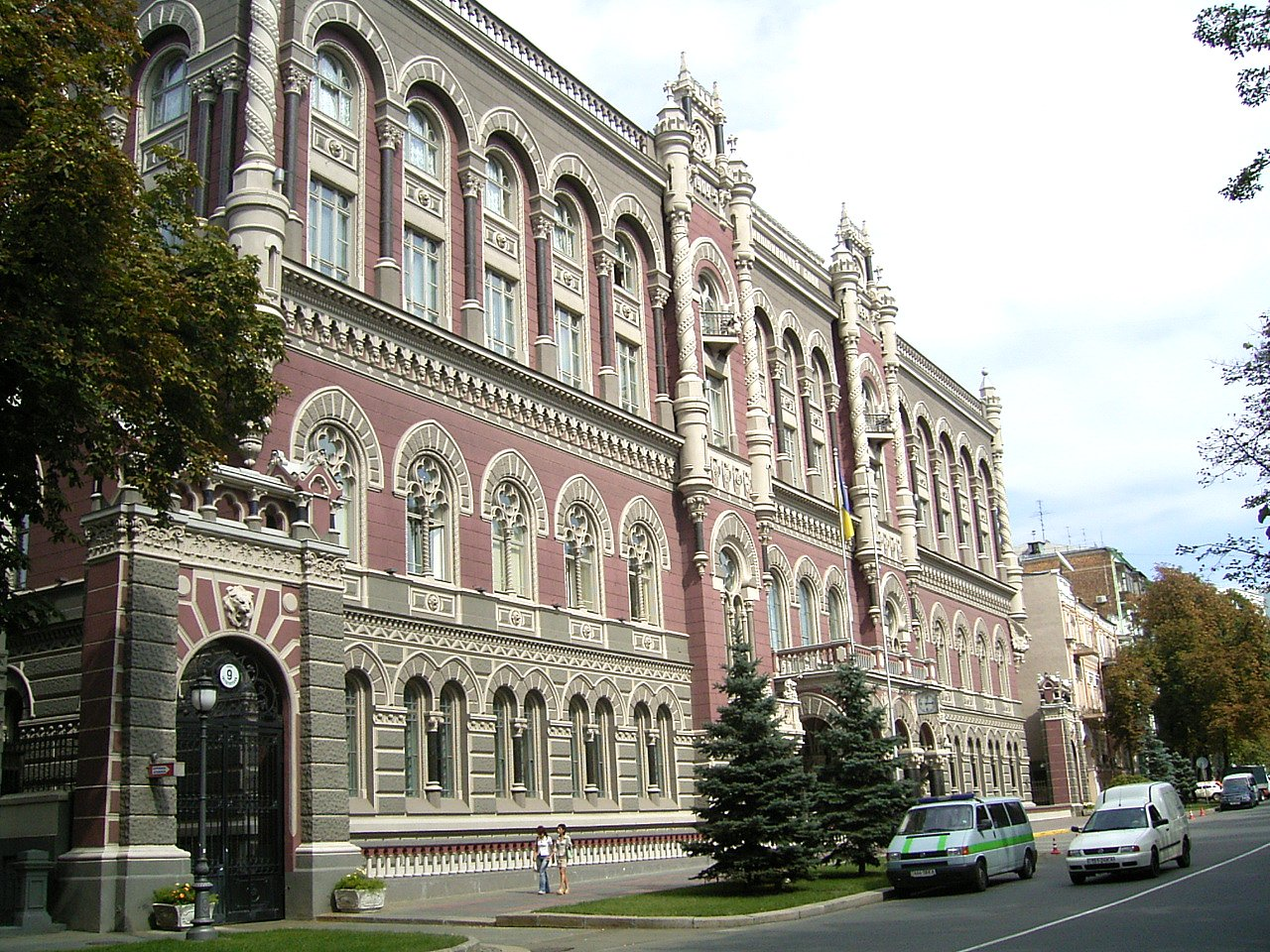
Будівля Національного банку України

- Художники: Таран Володимир, Харук Олександр, Харук Сергій.
- Скульптори: Дем'яненко Анатолій, Дем'яненко Володимир.

## Вартість монети
Під час введення монети в обіг у 2016 році, Національний банк України реалізовував монету через свої філії за ціною 1380 гривень.
Фактична приблизна вартість монети, з роками змінювалася так:
| Рік        | 2016  | 2017  | 2018  | 2019  | 2020  | 2021  | 2022  | 2023   | 2024   | 2025   |
| ---------- | ----- | ----- | ----- | ----- | ----- | ----- | ----- | ------ | ------ | ------ |
| Ціна, грн. | 2 500 | 2 500 | 2 700 | 2 800 | 2 750 | 6 000 | 7 300 | 10 000 | 24 000 | 25 800 |